# HOLICS
HOLICS（ホリックス）は、日本の女性向けオンラインメディア。ファッション、コスメ、美容、ライフスタイル、グルメなどの女性誌の情報を再編して配信する。
2017年6月28日に開設された。

## 経緯
2015年2月に、デジタルガレージと講談社とが、デジタルコンテンツ事業の分野で資本業務提携に関する基本合意を締結した。
2016年8月8日に、デジタルメディアの共同開発を進めるための合弁会社とてDK Mediaを設立した。
雑誌コンテンツのテキスト、画像単位への細分化を行い、自然言語処理によるキーワードの関連度をスコアリングしたデータベースを構築する。そのデータベースからデジタル端末向けに最適な形に再編集して配信するという形態をとっている。DK Mediaでは、この形態を「コンピレーションメディア」と呼称している。
DK Mediaでは（2017年時点での）従来のキュレーションメディア、まとめサイトの問題点として、「Webサイトからの無断転用」「フェイクニュースを含む信憑性の低い情報で運営されている」といった点が顕在化していることを挙げ、「出版社が保有する雑誌コンテンツを使用する」という点を打ち出している。
2017年6月28日のローンチ時点では、講談社の雑誌である『ViVi』『with』『FRaU』『VoCE』『おとなスタイル』のコンテンツを基に再編集記事を制作している。また、HOLICS編集部が独自の視点を加え、検索エンジン上の人気キーワードも考慮されている。